# Tunnel Korgfjell
Il tunnel Korgfjell (Korgfjelltunnelen in norvegese) è una galleria stradale della lunghezza di 8.568 m. Collega Knutli (comune di Vefsn) con Korgen (comune di Hemnes), entrambi nella contea di Nordland nel nord della Norvegia. I lavori di costruzione sono iniziati il 20 ottobre 2001 e la galleria è stata inaugurata il 16 settembre 2005. Il costo dell'opera, comprese le strade di raccordo ad entrambi i portali, è stato di circa 450 milioni di corone norvegesi.

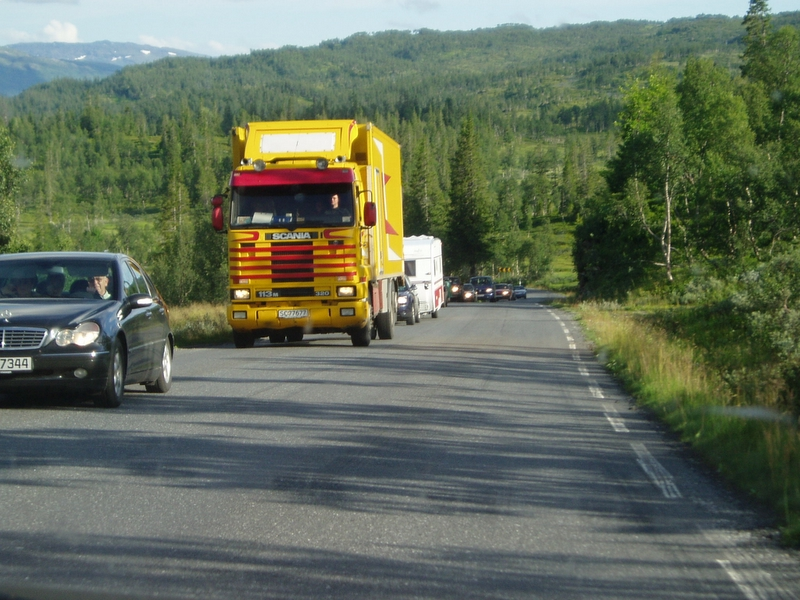
La vecchia strada sul monte Korgfjellet

Il tunnel sostituisce una strada di montagna stretta, ripida e tortuosa, e accorcia di 4 km la lunghezza dell'autostrada E6. Il tempo di percorrenza è stato ridotto di 10-20 minuti. In precedenza i veicoli pesanti rimanevano spesso bloccati dalla neve sulle salite, bloccando l'intero traffico. Il posto era considerato uno dei peggiori sulla E6.